# Čakov, Benešov
Čakov là một làng thuộc huyện Benešov, vùng Středočeský, Cộng hòa Séc.